# 栋布罗勒塞克
栋布罗勒塞克（法語：Dombrot-le-Sec，法語發音：[dɔ̃bʁo lə sɛk] ⓘ）是法国大東部大區孚日省的一个市镇，属于讷沙托区。

## 地理
栋布罗勒塞克（48°8'44"N, 5°54'37"E）面积18.89 平方千米，位于法国大東部大區孚日省，该省份为法国东北部内陆省份，北起默兹省和默尔特-摩泽尔省，西接上马恩省，南至上索恩省和贝尔福地区省，东临上莱茵省和下莱茵省。
与栋布罗勒塞克接壤的市镇（或旧市镇、城区）包括：利涅维尔、马雷、马蒂尼莱班、瑟罗库尔、叙里欧维尔、维维耶勒格拉、孔特雷克塞维尔、克兰维利耶、日涅维尔。

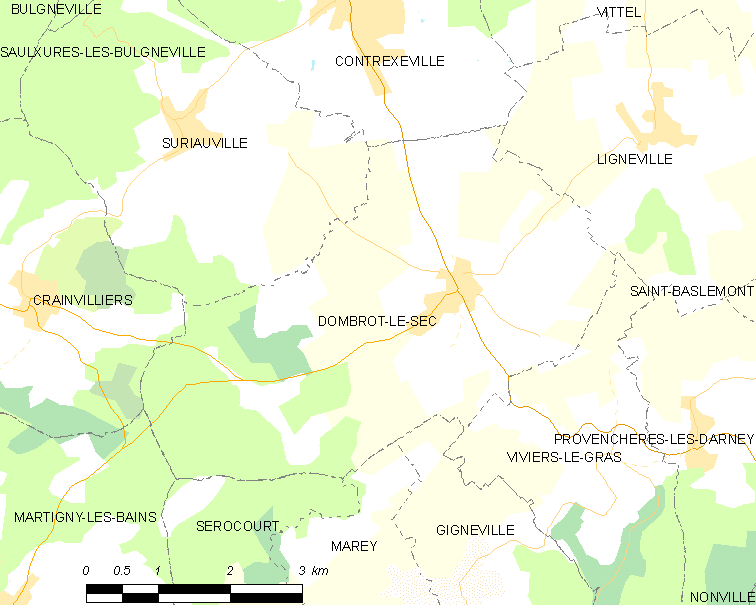
栋布罗勒塞克的OSM定位图

栋布罗勒塞克的时区为UTC+01:00、UTC+02:00（夏令时）。

## 行政
栋布罗勒塞克的邮政编码为88140，INSEE市镇编码为88140。

## 政治
栋布罗勒塞克所属的省级选区为维泰勒县。

## 人口

1962-2008年间栋布罗勒塞克人口变化图示

栋布罗勒塞克于2022年1月1日时的人口数量为358人。